# Aeroportul Seletar
Aeroportul Seletar (IATA: XSP, ICAO: WSSL) este un aeroport internațional civil care deservește regiunea de nord-est a Singapore. Este situat la aproximativ 16 kilometri (9,9 mile) nord-vest de Aeroportul Changi, principalul aeroport al țării, și la aproximativ 25 de kilometri (16 mile) nord de principalul centru comercial al orașului.